# 1972 în literatură
- 1971 în literatură — 1972 în literatură — 1973 în literatură

Anul 1972 în literatură a implicat o serie de evenimente și cărți noi semnificative.

## Cărți noi

### Ficțiune
- Dritëro Agolli – The Rise and Fall of Comrade Zylo (Shkëlqimi dhe Rënja e Shokut Zylo, published in the magazine Hosteni)
- Srikrishna Alanahalli – Kaadu
- Jorge Amado – Teresa Batista Cansada da Guerra (Tereza Batista: Home from the Wars)[1]
- Martin Amis – The Rachel Papers
- Isaac Asimov – Zeii înșiși
- John Braine – The Queen of a Distant Country[2]
- John Brunner - Oile privesc în sus
- Taylor Caldwell – Captains and the Kings
- Italo Calvino – Invisible Cities (Le città invisibili)[3]
- John Dickson Carr – The Hungry Goblin: A Victorian Detective Novel
- Angela Carter – The Infernal Desire Machines of Doctor Hoffman
- Agatha Christie – Elephants Can Remember
- Brian Cleeve – Tread Softly in this Place
- Michael Crichton – The Terminal Man
- Robertson Davies – The Manticore
- L. Sprague de Camp și Catherine Crook de Camp, ca editori – 3000 Years of Fantasy and Science Fiction
- R. F. Delderfield – To Serve Them All My Days
- Margaret Drabble, B. S. Johnson and others – London Consequences
- Frederick Forsyth – The Odessa File
- Günter Grass – Aus dem Tagebuch einer Schnecke (From the Diary of a Snail)
- Graham Greene – The Honorary Consul
- Peter Handke – A Sorrow Beyond Dreams (Wunschloses Unglück)
- James Herriot – All Creatures Great and Small
- Georgette Heyer – Lady of Quality
- George V. Higgins – The Friends of Eddie Coyle[4]
- Witi Ihimaera – Pounamu Pounamu (short story collection)
- P. D. James – An Unsuitable Job for a Woman
- Dan Jenkins – Semi-Tough[5]
- Thomas Keneally – The Chant of Jimmy Blacksmith
- Carl Jacobi – Disclosures in Scarlet
- Derek Lambert
  - Blackstone
  - The Red House
- Halldór Laxness – Guðsgjafaþula (Mantra of God's Gift)
- Ira Levin – The Stepford Wives
- Audrey Erskine Lindop – Journey Into Stone
- Frank Belknap Long – The Rim of the Unknown
- Robert Ludlum – The Osterman Weekend
- David McCullough – The Great Bridge[6]
- John D. MacDonald – The Scarlet Ruse
- Ngaio Marsh – Tied Up in Tinsel
- Barry N. Malzberg – Beyond Apollo
- Vladimir Nabokov – Transparent Things
- Kenzaburō Ōe (大江 健三郎) – The Day He Himself Shall Wipe My Tears Away (みずから我が涙をぬぐいたまう日, Mizukara Waga Namida o Nugui Tamau Hi)
- Chaim Potok – My Name Is Asher Lev
- Marin Preda - Marele singuratic
- Josef Škvorecký – The Miracle Game (Mirákl)
- David Storey – Pasmore
- Arkadi și Boris Strugațki – Picnic la marginea drumului («Пикник на обочине», Piknik na obochine)
- Paul Theroux – Saint Jack
- Hunter S. Thompson – Fear and Loathing in Las Vegas
- Irving Wallace – The Word
- Roger Zelazny - Armele din Avalon

### Teatru
- Alan Ayckbourn – Absurd Person Singular[7]
- Samuel Beckett – Not I
- Bill Bryden – Willie Rough
- Caryl Churchill – Owners
- Hanay Geiogamah – Body Indian
- Eugen Ionescu – Macbett
- Vijay Tendulkar
  - Ghashiram Kotwal
  - Sakharam Binder

### Non-ficțiune
- The American Museum of Natural History – An Introduction
- Jacob Bronowski - The Ascent of Man
- L. Sprague de Camp - Great Cities of the Ancient World[8]
- L. Sprague de Camp și Catherine Crook de Camp - Darwin and His Great Discovery'
- Carlos Castaneda - Călătorie la Ixtlan (Journey to Ixtlan: The Lessons of Don Juan)
- Nena și George O'Neill - Open Marriage: A New Life Style for Couples[9]
- Frances Yates - The Rosicrucian Enlightenment.
- John Howard Yoder - The Politics of Jesus

## Premii
- Premiul Nobel pentru Literatură: Heinrich Böll